# 天主教翁吉瓦教區
天主教翁吉瓦教區（拉丁語：Dioecesis Ondiivana）是安哥拉一個羅馬天主教教區，屬盧班戈總教區。
佩雷拉-德埃薩教區成立於1975年8月10日，1979年5月16日易名至今。
教區位於庫內納省。2004年有教友541,668人（佔轄區總人口66.7%）、十四個堂區、十六名司鐸。現任教區主教為比約·海彭亞蒂。